# Frans Mæchel
Frans Fredrik Mæchel, född 11 juli 1823 i Västervik, död 4 oktober 1915 i Karlstad, var en svensk vice häradshövding, auditör och riksdagsman.
Mæchel var auditör vid Värmlands regemente och ledamot av riksdagens andra kammare 1873-1875. Han var stadsfullmäktiges ordförande i Karlstad 1863-1871.

## Fotnoter
1. 1 2 3 4 5 6 7 8 9 10  Tvåkammar-riksdagen 1867–1970, vol. 4, 1985, s. 421, Svenskt porträttarkiv: sj9PGLAlnmUAAAAAABgcKA, läst: 6 januari 2022.[källa från Wikidata]
2. 1 2  Karlstads stadsförsamlings kyrkoarkiv, Död- och begravningsböcker, SE/VA/13275/F I/7 (1914-1931), bildid: 00035653_00055, sida 53, död- och begravningsbok, s. 53, Nationell Arkivdatabas Referenskod: I/7 SE/VA/13275/F I/7, läs onlineläs online, läst: 12 februari 2023.[källa från Wikidata]
3. ↑  Svenskagravar.se, läs online, läst: 12 februari 2023.[källa från Wikidata]
4. ↑  Sveriges Dödbok 1901–2009, DVD-ROM, Version 5.00, Sveriges Släktforskarförbund (2010).